# 河南省历史文化名城
河南省历史文化名城由河南省政府公布，其中2个已升格为中国历史文化名城。
- 第一批（1989年7月1日）[1]：
  - 郑州（已升格为中国历史文化名城）
  - 济源
  - 许昌
  - 禹州
  - 浚县（已升格为中国历史文化名城）
  - 淇县
  - 沁阳
  - 淮阳
  - 汝南
  - 新县
  - 新郑

- 其他
  - 汤阴
  - 卫辉
  - 登封
  - 巩义
  - 邓州
  - 睢县